# الیزابت آردن
فلورانس نایتینگل گراهام (۳۱ دسامبر ۱۸۸۱ – ۱۸ اکتبر ۱۹۶۶)، که نام تجاری وی الیزابت آردن بود، یک بازرگان کانادایی-آمریکایی بود که الیزابت آردن، آی‌ان‌سی. را بنیان نهاد و یک مؤسسه لوازم آرایشی را در ایالات متحده ساخت. تا سال ۱۹۲۹، او دارای ۱۵۰ سالن در اروپا و ایالات متحده بود. ۱۰۰۰ محصول او در ۲۲ کشور به فروش می‌رسید. او تنها مالک بود و در اوج کار خود یکی از ثروتمندترین زنان در جهان بود.

## زمینه
آردن در شب سال نو ۱۸۸۱ در وودبریج، انتاریو، کانادا متولد شد. والدین وی در دهه ۱۸۷۰ از کورن‌وال، انگلستان به کانادا مهاجرت کرده بودند. پدر وی، ویلیام گراهام، اسکاتلندی و مادرش سوزان (تاد) کورنی بود